# Mori (häradshuvudort i Kina, Xinjiang Uygur Zizhiqu, lat 43,82, long 90,19)
Mori (kinesiska: 木垒, 木垒哈萨克自治县) är en häradshuvudort i Kina. Den ligger i den autonoma regionen Xinjiang, i den nordvästra delen av landet, omkring 210 kilometer öster om regionhuvudstaden Ürümqi. Antalet invånare är 65 719. Befolkningen består av 31 801 kvinnor och 33 918 män. Barn under 15 år utgör 18,0 %, vuxna 15-64 år 72 %, och äldre över 65 år 8,0 %.
Runt Mori är det mycket glesbefolkat, med 5 invånare per kvadratkilometer. Det finns inga andra samhällen i närheten. Trakten runt Mori består i huvudsak av gräsmarker.
Genomsnittlig årsnederbörd är 226 millimeter. Den regnigaste månaden är juni, med i genomsnitt 38 mm nederbörd, och den torraste är januari, med 8 mm nederbörd.